# La poule aux œufs d'or
La poule aux œufs d'or és un curtmetratge mut francès de 1905 dirigit per Gaston Velle. La pel·lícula està inspirada en la faula homònima de Jean de La Fontaine, ella mateixa basada en la faula d'Isop La gallina dels ous d'or.

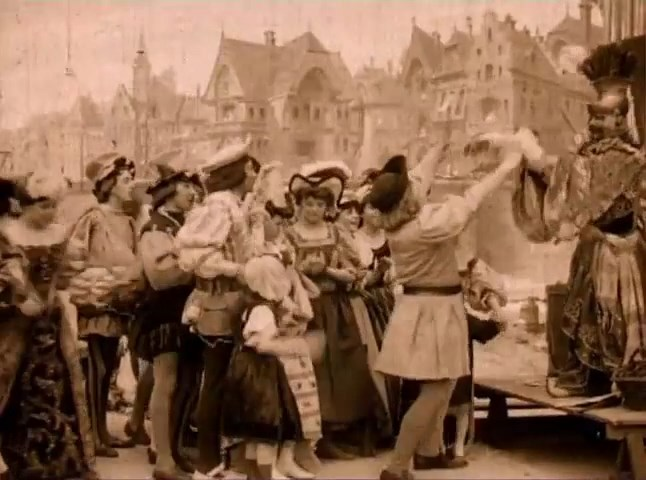
Escena 2

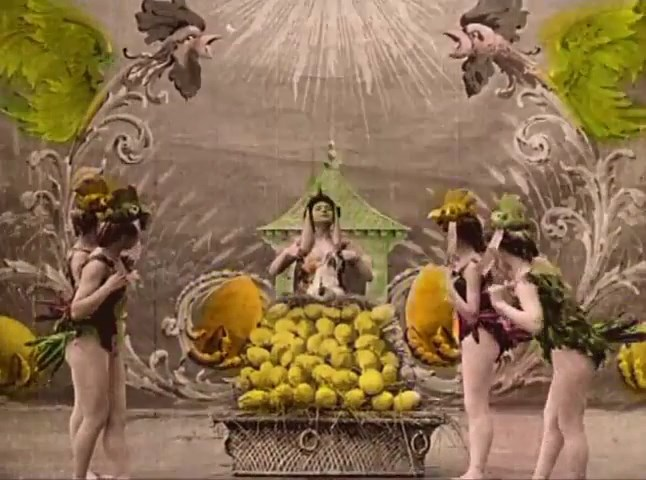
Escena 5

## Trama
L'acció transcorre a l'edat mitjana. En una plaça del mercat, entre una multitud d'espectacles, soldats, paisans, dames i cavallers, dos aventurers tallen les butxaques ben plenes dels espectadors. La multitud es dirigeix cap a la barraca d'un mag que demostra la seva habilitat fent desaparèixer un nen. Llavors posa una magnífica gallina blanca a la loteria. La multitud lluita pels números, la roda gira i l'afortunat guanyador s'emporta l'ocell.
En un corral, una pagesa té cura de la granja. El seu marit torna de la ciutat i triomfant li ensenya la gallina que ell mateix col·loca amb cura al galliner. La dona entra al galliner per examinar el niu de la gallina blanca on troba un ou d'or gegantí. Ràpidament li explica al seu marit el seu estrany descobriment. Al galliner, la gallina blanca, que en realitat és una fada, salta a terra i es converteix en una persona. A un senyal d'ella, les altres gallines es converteixen en dones. Aleshores el galliner es converteix en un magnífic palau on les gallines personificades fan un ballet elegant fins que apareix una cistella enorme d'ous daurats. El galliner torna de sobte a la seva forma original i els ballarins es tornen a convertir en gallines quan el granger i la seva dona tornen. Es miren els ous enormes i brillants amb sorpresa. El pagès en trenca un i n'està degotant or. Els dos pagesos fan una collita abundant dels ous màgics i surten a comptar les seves riqueses. Al corral entren els dos aventurers que es veu a la primera escena i arrabassen un conill. Els dos pagesos surten del galliner i mentre la dona s'agafa gelosament el seu or, el camperol amenaça els lladres, que s'inclinen i se'n van, però no sense adonar-se dels ous d'or.
Els dos pagesos s'han fet immensament rics i viuen en un palau sumptuós. S'instal·la una magnífica gàbia en honor a la gallina benefactora. Abans d'anar a dormir, l'admiren i l'acaricien. Durant la nit, dos aventurers entren pujant pel balcó. Veuen la misteriosa gàbia, descobreixen els ous i en trenquen un. El geni malvat que s'hi amagava emergeix en forma de ratpenat. Superant la seva por, examinen un altre ou i veuen a través de la closca el cap sardònic de Satanàs, escopint or. Llancen l'ou embruixat, que desapareix en un núvol de fum. En aquest moment senten que el pagès torna i s'amaga darrere de dues armadures. L'amo de la casa obre una trampa secreta i entra al celler subterrani. Submergeix les mans amb avidesa en l'or acumulat i li apareixen visions. A la paret, uns ulls enormes roden amenaçadors a les seves orbites i unes mans gegantines sembla que volen endur-se la seva propietat. Finalment, les visions desapareixen i el pagès torna a la seva habitació. Els dos lladres surten del seu amagatall i roben el tresor. A l'alba, el pagès i la seva dona retrocedeixen horroritzats quan veuen la porta del subterrani oberta i l'or desaparegut. El pagès corre cap a la gàbia però no s'ha posat cap ou. S'arma amb un ganivet i, malgrat l'impuls de la seva dona, va a una petita cambra del castell per matar la gallina.
Mentre dubta a matar-la, apareix Satanàs i el convenç. Un cop morta la gallina, el pagès busca les entranyes de l'animal on només troba un últim ou. Llança violentament l'ou a terra per trencar-lo i apareix la fada Misèria. Ella trenca la seva roba a trossos i el persegueix. L'escenari canvia al palau de la gallina que pon els ous d'or. El pagès s'aixeca en un entorn de conte de fades, on, entre ous gegants, galls fantàstics estenen les ales. És expulsat per la gallina fada i per les altres fades que surten dels ous encantats. Apareix la fada d'or, desplegant la seva capa, de la qual l'or flueix per tot arreu.

## Producció i recepció
La pel·lícula va ser dirigida per Gaston Velle amb un guió inspirat en la faula homònima de Jean de La Fontaine, per Segundo de Chomón, que també era el responsable de la cinematografia. Va ser estrenada el desembre de 1905 a França, Dinamarca i Estats Units. El 4 de febrer de 1906, el Journal d'Indre et Loire va escriure: "La Poule aux oeufs d'or, la magnificència de la qual va sorprendre especialment el públic tant per l'interès del escenari com per l'enginy d'una posada en escena que els teatres millor dissenyats i més moderns no repudiarien."